# Rutas bizarras
Rutas bizarras es un programa de televisión, emitido por la cadena de titularidad pública La 2 de TVE en 2021.

## Formato
El programa responde al esquema de los programas de viajes, si bien con la peculiaridad de que en esta ocasión, se eluden las rutas más turísticas, y los conductores del espacio, Marta Hazas y Xosé Antonio Touriñán se andentran en rutas poco habituales y desconocidas de la geografía de España. Con tono humorístico, se descubren leyendas y mitologías de variados escenarios rurales.
En la segunda temporada, los protagonistas recorren el Camino de Santiago desde Saint Jean Pied de Port hasta Finisterre, coincidiendo con la prolongación del Año santo jacobeo.

## Episodios y audiencias
| Temporada | Temporada | Episodios | Estreno             | Final               | Audiencia media | Audiencia media | Audiencia media |
| Temporada | Temporada | Episodios | Estreno             | Final               | Espectadores    | Cuota           |                 |
| --------- | --------- | --------- | ------------------- | ------------------- | --------------- | --------------- | --------------- |
|           | 1         | 13        | 6 de abril de 2021  | 29 de junio de 2021 | 361 000         | 2,2%            |                 |
|           | 2         | 10        | 19 de abril de 2022 | 21 de junio de 2022 | 371 000         | 2,6%            |                 |
| Total     | Total     |           | 6 de abril de 2021  |                     |                 |                 |                 |

### 1ª temporada (2021)
| N.º (serie) | N.º (temp.) | Comunidad            | Título                                                            | Fecha               | Audiencia       |
| ----------- | ----------- | -------------------- | ----------------------------------------------------------------- | ------------------- | --------------- |
| 1           | 1           | Galicia              | El sanatonio de los bosques y de las superabuelas                 | 6 de abril de 2021  | 459 000 (2,7 %) |
| 2           | 2           | Asturias             | El calamar gigante y el pueblo de un habitante                    | 13 de abril de 2021 | 372 000 (2,1 %) |
| 3           | 3           | Cantabria            | El museo de la tortura y el laberinto más grande de España        | 20 de abril de 2021 | 513 000 (2,9 %) |
| 4           | 4           | Navarra              | Un pueblo maldito, el parque temático de la piedra                | 27 de abril de 2021 | 449 000 (2,6 %) |
| 5           | 5           | Castilla y León      | La Casa de las Muertes y el cementerio del arte                   | 4 de mayo de 2021   | 437 000 (2,4 %) |
| 6           | 6           | Castilla y León      | La Iglesia de los Vikingos y el pueblo del oro negro              | 11 de mayo de 2021  | 458 000 (2,7 %) |
| 7           | 7           | Castilla-La Mancha   | El museo de miniaturas y el parque de los troncosa                | 18 de mayo de 2021  | 215 000 (1,5 %) |
| 8           | 8           | Cataluña             | El pueblo suspendido y el bosque erótico                          | 25 de mayo de 2021  | 332 000 (2,1 %) |
| 9           | 9           | Aragón               | La casa de dios y el pueblo embrujado                             | 1 de junio de 2021  | 351 000 (2,2 %) |
| 10          | 10          | Andalucía            | El cementerio circular y el restaurante de Chiquito de la Calzada | 8 de junio de 2021  | 325 000 (2,1 %) |
| 11          | 11          | Comunidad Valenciana | La casa de dragón y la oveja siamesa                              | 15 de junio de 2021 | 228 000 (1,4 %) |
| 12          | 12          | Comunidad Valenciana | El museo arcade y el preventorio abandonado                       | 22 de junio de 2021 | 303 000 (1,9 %) |
| 13          | 13          | Comunidad de Madrid  | El cementerio de estatuas y el monumento a los ojos               | 29 de junio de 2021 | 257 000 (1,7 %) |

### 2ª temporada (2022) El Camino de Santiago
| N.º (serie) | N.º (temp.) | Comunidad                | Título                                             | Fecha               | Audiencia       |
| ----------- | ----------- | ------------------------ | -------------------------------------------------- | ------------------- | --------------- |
| 14          | 1           | Francia Navarra          | La cruzada pirenaica y el cristo de los post-it    | 19 de abril de 2022 | 348 000 (2, 3%) |
| 15          | 2           | Navarra                  | La flecha bizarra y la vara de Pablito             | 26 de abril de 2022 | 388 000 (2, 6%) |
| 16          | 3           | La Rioja Castilla y León | Los pollos mimados y la trinchera infinita         | 3 de mayo de 2022   | 419 000 (2, 7%) |
| 17          | 4           | Castilla y León          | La monja youtuber y el bar de Sinín                | 10 de mayo de 2022  | 339 000 (2, 3%) |
| 18          | 5           | Castilla y León          | El garito del terror y la fiesta templaria         | 17 de mayo de 2022  | 368 000 (2, 6%) |
| 19          | 6           | Castilla y León Galicia  | La pepita de oro y el sueño de la cueva            | 24 de mayo de 2022  | 379 000 (2, 6%) |
| 20          | 7           | Galicia                  | Unas vacas guapas y la saga de los Mario           | 31 de mayo de 2022  | 341 000 (2, 4%) |
| 21          | 8           | Galicia                  | El hombre de las gorras y un bar embotellado       | 7 de junio de 2022  | 366 000 (2, 7%) |
| 22          | 9           | Galicia                  | El relevo del gaitero y la mejor Tarta de Santiago | 14 de junio de 2022 | 357 000 (2, 7%) |
| 23          | 10          | Galicia                  | El hombre lobo gallego y el fin del mundo          | 21 de junio de 2022 | 404 000 (3, 0%) |